# Stronger Than Before
Stronger Than Before — двадцатый студийный альбом австралийской певицы Оливии Ньютон-Джон, выпущенный 29 августа 2005 года на лейбле Hallmark в США и Канаде, а 5 марта 2006 года уже в Австралии на лейблах ONJ Productions и Warner Music. Данный альбом был записан для вдохновения и поддержки женщин, которые имели дело с раком (сама Ньютон-Джон пережила рак молочной железы).

## Список композиций
| №                   | Название                              | Автор(ы)                                            | Длительность |
| ------------------- | ------------------------------------- | --------------------------------------------------- | ------------ |
| 1.                  | «Stronger Than Before»                | Оливия Ньютон-Джон, Энни Робофф, Бет Нильсен Чапман | 3:37         |
| 2.                  | «When You Believe»                    | Джим Марр, Венди Пейдж                              | 4:00         |
| 3.                  | «Phenomenal Woman»                    | Майя Энджелоу, Эми Скай, Дэвид Пикелл               | 5:01         |
| 4.                  | «Under the Skin»                      | Оливия Ньютон-Джон, Эми Скай                        | 3:18         |
| 5.                  | «Pass It On»                          | Рэнди Гудрам, Мартин Саттон                         | 4:35         |
| 6.                  | «That’s All I Know for Sure»          | Оливия Ньютон-Джон, Виктория Шоу                    | 2:53         |
| 7.                  | «When I Needed You»                   | Бен Томас                                           | 4:59         |
| 8.                  | «Can I Trust Your Arms»               | Оливия Ньютон-Джон, Хлоэ Латтанци                   | 3:18         |
| 9.                  | «Don’t Stop Believin’» (2005 Version) | Джон Фаррар                                         | 4:12         |
| 10.                 | «Serenity»                            | Эми Скай, Стивен Мокьо                              | 4:02         |
| Общая длительность: | Общая длительность:                   | Общая длительность:                                 | 39:52        |

## Чарты
| Чарт (2006)      | Высшая позиция |
| ---------------- | -------------- |
| Австралия (ARIA) | 39             |